# Johannes Rudbeckius
Johannes Johannis Rudbeckius, även Johannes Rudbeckius d.ä., född 3 april 1581 i Ormesta, Almby socken, utanför Örebro, död 8 augusti 1646 i Västerås, var en svensk biskop. 
Rudbeckius var grundare av Sveriges första gymnasium, Rudbeckianska Gymnasiet i Västerås (grundat 1623) liksom Sveriges första flickskola, Johannes Rudbeckius flickskola, grundad 1632. 
Rudbeckius var en av 1600-talets mest betydande kyrkomän i Sverige. Han ledde arbetet med bibelöversättningen av 1617 års Bibel. Biskop i Västerås från 1619 (vigd 28 januari, tillträdde 5 september).  Han utfärdade bland annat den första föreskriften om förhörslängder samt regler för kyrkobokföringen i sitt stift. 
Rudbeckius var i sitt första äktenskap, 1610, gift med Kristina Stiernman och i sitt andra, 1620, med Magdalena Hising. Det första äktenskapet var barnlöst, i det andra hade han elva barn, bland vilka märks Olof Rudbeck d.ä., Johannes Rudbeckius den yngre, liksom biskoparna Petrus Johannis Rudbeckius i Skara stift och Nicolaus Johannis Rudbeckius, liksom fadern i Västerås stift.

## Biografi
Rudbeckius far var Johan Pedersson Rudbeck, född på godset Rudbeck i Holstein och modern Christina Pedersdotter Bose. Han växte upp ihop med sina bröder Jacobus Boose Rudebeckius och Petrus Rudbeckius i Ormesta by öster om Örebro.
Sin grundläggande undervisning fick Rudbeckius i Örebro skola samt i Strängnäs, och vidare sin högre utbildning vid, tillika prästvigning, vid Uppsala. År 1601 reste han till Wittenberg, där han, tjugotvå år gammal, promoverades till magister 1603. Hans anseende för lärdom var redan då så stort, att han både i Wittenbergs universitet och från Würzburgs universitet fick ta emot anbud att bli professor. Han återvända sedan till Sverige, där han 1604, vid ännu ej fyllda tjugofyra år, utnämndes till professor i matematik vid Uppsala universitet. Under tiden studerade han österländska språk och teologi och återvände 1607 till Tyskland, där han forskade i teologiska ämnen.

## Professor i Uppsala
Hemkommen 1609, befordrades han i Uppsala till Claudius Opsopæus efterträdare som professor i hebreiska 1610, men bytte följande år denna tjänst mot professuren i teologi. Han begränsade inte sin verksamhet till arbetet som akademisk lärare utan ägnade sig också åt privat undervisning för studenterna. År 1613 var Rudbeckius rektor för universitetet. Självständig och häftig, tvistade han med akademikern Johannes Messenius. Striderna var så häftiga, att kung Gustav II Adolf tvingades kalla Rudbeckius till sin hovpredikant och biktfader för att avbryta dem.

## Hovpredikant hos Gustav II Adolf
Som sådan följde han kungen, samman med Jonas Palma, i sju års tid, bland annat under de svåra fälttågen i Livland 1614–1615, och vann därvid i hög grad Gustaf Adolfs förtroende, som en lärd, sanningsälskande och ovanligt driftig man. Med anledning härav emottog han av kungen uppdrag att, tillsammans först med Johannes Bothvidi och sedan med Johannes Lenaeus, utarbeta en ny översättning av Bibeln. Arbetet sköttes av Rudbeckius nästan ensam och bedrevs med skyndsamhet så att den nya bibelupplagan kunde tryckas 1618 (den så kallade Gustav II Adolfs bibel). Likväl var den verkställd med en för den tiden ganska erkännansvärd texttrohet. Vid kungens kröning 1617 hedrades Rudbeckius med teologie doktorsgraden, en på den tiden sällsynt värdighet, och utnämndes 1619, sedan han året förut undersökt och på stället rättat några obehagliga uppträden i Västerås, till biskop i detta stift.

## Biskop i Västerås

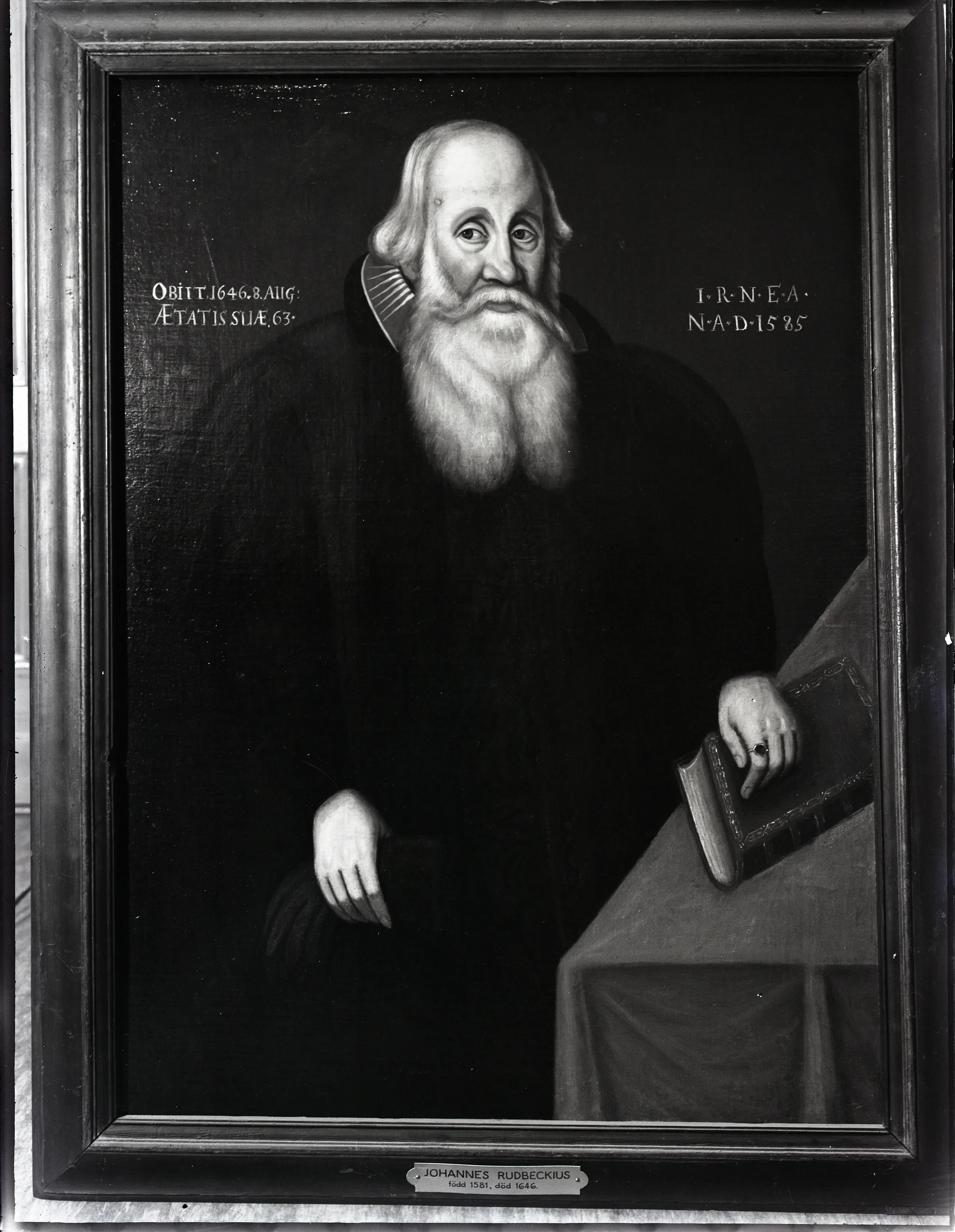
Biskop Johannes Rudbeckius, oljemålning i Västerås gymnasium.

Det var på denna plats Rudbeckius vann sin stora ryktbarhet och ett oförglömligt namn i vår kyrkoförsamlings historia. Domkyrkan, som var i hög grad förfallen, ställdes i ordning och försågs med ny inredning; det gamla mörka skolhuset byggdes till och utvidgades med nya lärosalar, hospitalet ombyggdes och försattes i ett tidsenligt skick. Han utgav en ny och förbättrad kyrkoordning och hade vid sin död två gånger om besökt varje kyrka i sitt vidsträckta stift. Två gånger om året hölls i stiftsstaden prästmöte med det underordnade prästerskapet; undervisningen vid skolorna anförtroddes åt skickliga lärare. Gymnasiet i Västerås, grundades av honom 1623 och var den första läroanstalt i sitt slag i Sverige; 1632 grundade han också Sveriges första skola för flickor, Rudbeckii flickskola. Jämte ett rikhaltigt gymnasiebibliotek inrättades en botanisk trädgård, fattigvården i församlingarna ordnades, kyrkosången vårdades, ordentliga kyrkolängder och husförhörsböcker infördes med mera.
Den första föreskriften om husförhörslängder och kyrkobokföring i Sverige utfärdades för Västerås stift av Johannes Rudbeckius under 1620-talet. Initiativet till dessa föreskrifter ledde till att man i Västerås stift kan följa husförhör ända från 1620-talet, att jämföra att man allmänt i Sverige började med förhörslängder först under 1720-talet. Dessa förhörslängder och folkbokföringar finns ännu bevarade.
Genom den noggranna vård och ordning han ägnade varje sak, som hörde till hans vidsträckta befattning, blev Västerås stift ett mönster för de övriga stiften. 1627 befallde Gustav Adolf honom att resa till Ingermanland och Estland för att inspektera den est-liv-ingermanländska kyrkan. Rudbeckius hörsammade befallningen och fullgjorde sitt uppdrag på ett sätt att denna inspektion blev en betydelsefull tilldragelse i Östersjöprovinsernas kyrkohistoria. 
Men det dröjde icke länge efter kungens död, förrän han kom på mindre god fot med förmyndarregeringen. Hans strider med denna gick till och med så långt, att han åtskilliga gånger uppkallades i rådet och fick ta emot skarpa tillrättavisningar av Axel Oxenstierna. Detta bidrog otvivelaktigt till att han gick miste om ärkebiskopsstolen efter Petrus Kenicius. Vid 1636 års riksdag förnyade regeringen förslaget till en kyrklig överstyrelse. Rudbeckius var häftig motståndare till den tänkta nyordningen och gav bland annat ut en för regeringen misshaglig skrift om prästerskapets privilegier. Skriften ansågs särskilt betänklig därför att den tycktes åsyfta att ge tillbaka prästerskapet dess privilegier från påvedömets dagar. Johan Skytte kallade arbetet för "den farligaste bok, som på hundra år utkommit i Sverige". För denna skrift blev Rudbeckius ställd till ansvar och måste göra ett slags avbön. 
Från år 1639 drabbades han av njur- eller gallsten, då kallat "stenpassion", och var sängliggande från 1644. De sista åren av sin levnad låg han för det mesta till sängs, då domkapitlet samlades i hans rum och ärendena vårdades med samma nit som förut. Efter svåra plågor avled han den 8 augusti 1646 och begravdes i Västerås domkyrka.
Rudbeckius finns förevigad som staty utanför Västerås domkyrka samt, som representant för prästerskapet, en av de fyra statyerna De fyra stånden på riksdagshuset, utförda av skulptören Theodor Lundberg (1852–1926).